# NBA-Draft 1994
Der NBA-Draft 1994 wurde am 29. Juni 1994 in Indianapolis durchgeführt.
In zwei Runden wurden insgesamt 54 Spieler von NBA-Teams ausgewählt.

## Runde 1
|  | = All-Star |

| Pick | Spieler               | Nationalität       | NBA Team                                      | vorheriges Team/College |
| ---- | --------------------- | ------------------ | --------------------------------------------- | ----------------------- |
| 1    | Glenn Robinson (SF)   | Vereinigte Staaten | Milwaukee Bucks                               | Purdue                  |
| 2    | Jason Kidd (PG)       | Vereinigte Staaten | Dallas Mavericks                              | California              |
| 3    | Grant Hill (SF)       | Vereinigte Staaten | Detroit Pistons                               | Duke                    |
| 4    | Donyell Marshall (SF) | Vereinigte Staaten | Minnesota Timberwolves                        | Connecticut             |
| 5    | Juwan Howard (PF)     | Vereinigte Staaten | Washington Bullets                            | Michigan                |
| 6    | Sharone Wright (PF/C) | Vereinigte Staaten | Philadelphia 76ers                            | Clemson                 |
| 7    | Lamond Murray (SF)    | Vereinigte Staaten | Los Angeles Clippers                          | California              |
| 8    | Brian Grant (PF)      | Vereinigte Staaten | Sacramento Kings                              | Xavier                  |
| 9    | Eric Montross (C)     | Vereinigte Staaten | Boston Celtics                                | North Carolina          |
| 10   | Eddie Jones (SG)      | Vereinigte Staaten | Los Angeles Lakers                            | Temple                  |
| 11   | Carlos Rogers (SF)    | Vereinigte Staaten | Seattle SuperSonics (von Charlotte)           | Tennessee State         |
| 12   | Khalid Reeves (PG)    | Vereinigte Staaten | Miami Heat                                    | Arizona                 |
| 13   | Jalen Rose (G/F)      | Vereinigte Staaten | Denver Nuggets                                | Michigan                |
| 14   | Yinka Dare (C)        | Nigeria            | New Jersey Nets                               | George Washington       |
| 15   | Eric Piatkowski (SG)  | Vereinigte Staaten | Indiana Pacers                                | Nebraska                |
| 16   | Clifford Rozier (PF)  | Vereinigte Staaten | Golden State Warriors (von Cleveland)         | Louisville              |
| 17   | Aaron McKie (SG)      | Vereinigte Staaten | Portland Trail Blazers                        | Temple                  |
| 18   | Eric Mobley (PF)      | Vereinigte Staaten | Milwaukee Bucks (von Orlando)                 | Pittsburgh              |
| 19   | Tony Dumas (SG)       | Vereinigte Staaten | Dallas Mavericks (von Golden State)           | Missouri-Kansas City    |
| 20   | B.J. Tyler (PG)       | Vereinigte Staaten | Philadelphia 76ers (von Utah)                 | Texas                   |
| 21   | Dickey Simpkins (PF)  | Vereinigte Staaten | Chicago Bulls                                 | Providence              |
| 22   | Bill Curley (PF)      | Vereinigte Staaten | San Antonio Spurs                             | Boston College          |
| 23   | Wesley Person (SG)    | Vereinigte Staaten | Phoenix Suns                                  | Auburn                  |
| 24   | Monty Williams (SF)   | Vereinigte Staaten | New York Knicks                               | Notre Dame              |
| 25   | Greg Minor (SG)       | Vereinigte Staaten | Los Angeles Clippers (von Atlanta)            | Louisville              |
| 26   | Charlie Ward (PG)     | Vereinigte Staaten | New York Knicks (von Houston via Atlanta)     | Florida State           |
| 27   | Brooks Thompson (PG)  | Vereinigte Staaten | Orlando Magic (von Seattle via L.A. Clippers) | Oklahoma State          |

## Runde 2
| Pick | Spieler                   | Nationalität                 | NBA Team                              | vorheriges Team/College    |
| ---- | ------------------------- | ---------------------------- | ------------------------------------- | -------------------------- |
| 28   | Deon Thomas (F/C)         | Vereinigte Staaten           | Dallas Mavericks                      | Illinois                   |
| 29   | Antonio Lang (F/G)        | Vereinigte Staaten           | Phoenix Suns                          | Duke                       |
| 30   | Howard Eisley (PG)        | Vereinigte Staaten           | Minnesota Timberwolves                | Boston College             |
| 31   | Rodney Dent (F/C)         | Vereinigte Staaten           | Orlando Magic                         | Kentucky                   |
| 32   | Jim McIlvaine (C)         | Vereinigte Staaten           | Washington Bullets                    | Marquette                  |
| 33   | Derrick Alston (F)        | Vereinigte Staaten           | Philadelphia 76ers                    | Duquesne                   |
| 34   | Gaylon Nickerson (G)      | Vereinigte Staaten           | Atlanta Hawks (von L.A. Clippers)     | NW Oklahoma State          |
| 35   | Michael Smith (F)         | Vereinigte Staaten           | Sacramento Kings                      | Providence                 |
| 36   | Andrei Fetissow (F)       | Russland                     | Boston Celtics                        | Forum Valladolid (Spanien) |
| 37   | Dontonio Wingfield (F)    | Vereinigte Staaten           | Seattle SuperSonics (von L.A. Lakers) | Cincinnati                 |
| 38   | Darrin Hancock (G/F)      | Vereinigte Staaten           | Charlotte Hornets                     | Kansas                     |
| 39   | Anthony Miller (F)        | Vereinigte Staaten           | Golden State Warriors (von Denver)    | Michigan State             |
| 40   | Jeff Webster (F)          | Vereinigte Staaten           | Miami Heat                            | Oklahoma                   |
| 41   | William Njoku (PF)        | Ghana/ Kanada                | Indiana Pacers                        | St. Mary’s (Canada)        |
| 42   | Gary Collier (SF)         | Vereinigte Staaten           | Cleveland Cavaliers                   | Tulsa                      |
| 43   | Shawnelle Scott (C)       | Vereinigte Staaten           | Portland Trail Blazers                | St. John’s                 |
| 44   | Damon Bailey (G)          | Vereinigte Staaten           | Indiana Pacers                        | Indiana                    |
| 45   | Dwayne Morton (F)         | Vereinigte Staaten           | Golden State Warriors                 | Louisville                 |
| 46   | Voshon Lenard (SG)        | Vereinigte Staaten           | Milwaukee Bucks (von Orlando)         | Minnesota                  |
| 47   | Jamie Watson (F)          | Vereinigte Staaten           | Utah Jazz                             | South Carolina             |
| 48   | Jevon Crudup (F/C)        | Vereinigte Staaten           | Detroit Pistons                       | Missouri                   |
| 49   | Kris Bruton (SF)          | Vereinigte Staaten           | Chicago Bulls                         | Benedict                   |
| 50   | Charles Claxton (C)       | Amerikanische Jungferninseln | Phoenix Suns                          | Georgia                    |
| 51   | Lawrence Funderburke (PF) | Vereinigte Staaten           | Sacramento Kings (von Atlanta)        | Ohio State                 |
| 52   | Anthony Goldwire (PG)     | Vereinigte Staaten           | Phoenix Suns (von New York)           | Houston                    |
| 53   | Albert Burditt (PF)       | Vereinigte Staaten           | Houston Rockets                       | Texas                      |
| 54   | Željko Rebrača (C)        | BR Jugoslawien               | Seattle SuperSonics                   | KK Partizan (Jugoslawien)  |